# Мигашкин, Дмитрий Петрович

Дмитрий Петрович Мигашкин (1968, Златоуст) — мэр города Златоуст (2004—2009).

## Биография
Дмитрий Петрович Мигашкин родился 29 января 1968 года в городе Златоусте Челябинской области. Отец Дмитрия Петровича - Мигашкин Пётр Семёнович (мэр Златоуста 2000 - 2004, почётный гражданин Златоуста).
После окончания средней образовательной школы в 1985 году прошёл обучение в автомобильной школе и трудоустроился в АТП г. Златоуста.
С 1986 по 1988 год Дмитрий Петрович служил в рядах Советской Армии ЦГВ. По завершении службы Дмитрий Петрович вернулся в АТП, получив должность водителя категории «С».
В период с 1988 по 2002 год прошёл путь от водителя до руководителя АТП. В 2002 году Дмитрий Мигашкин был назначен директором АТП г. Златоуста.
С 2002 по 2004 год АТП участвует во многих социальных программах г. Златоуста - оказывает помощь детским садам, школам и спортивным учреждениям. Строит несколько многоквартирных домов для своих рабочих, участвует в строительстве «Петровского моста» через реку Ай.

## Государственная служба
В 2004 году Мигашкин Д. П. участвует в выборах главы Златоуста и всенародным голосованием в сентябре 2004 года избирается главой г. Златоуста. С 2004 по 2009 год (пять лет) Мигашкин трудится на государственной службе.
За этот период в городе выдерживается следующая направленность:
1. Газификация и водоснабжение частного сектора;
2. Строительство и капитальный ремонт основных и второстепенных дорог, а также тротуаров;
3. Капитальный ремонт объектов здравоохранения. Сдача в эксплуатацию современного родильного дома с перинатальным центром, а также центра гемодиализа;
4. Строительство и сдача в эксплуатацию «Центра Олимпийской подготовки по водному поло», а также лыжероллерной трассы;
5. Ремонт и модернизация объектов образования;
6. Создание своего городского национального проекта «Культура»;
7. Обеспечение бесплатным проездом в общественном транспорте студентов, школьников и пенсионеров, не имеющих федеральных льгот.
В период с 2004 по 2009 год в г. Златоусте была подобрана команда профессиональных финансистов и экономистов, а также руководителей в других сферах. Результатом профессиональной коллективной работы стал экономический подъем ЗГО, а полученные дипломы лишь подтверждают этот факт:
В 2004 и 2005 гг. ЗГО получает диплом III степени в номинации «Самый благоустроенный город» (г. Москва);
В 2007 г. ЗГО получает диплом I степени за лучшую организацию сферы ЖКХ;
2006, 2007 гг. - дипломы за I место по развитию малого предпринимательства (г. Москва);
2007 г. - получен диплом II степени в номинации «Экономка и финансы муниципального образования» (г. Москва).

## Личные награды
За всё время своей работы на посту главы ЗГО, Мигашкин Д. П. был отмечен многими дипломами, грамотами и наградами.
Некоторые из них:
1. Диплом РФ «Лучший муниципальный служащий», за высокие достижения в развитии и становлении местного самоуправления в России (г. Москва, 2006 год);
2. Победитель национального конкурса «Информационное партнерство: Власть -  Общество - СМИ» в номинации «Народный глава» (г. Москва, 2007 год);
3. Награждался Почетными грамотами Губернатора Челябинской области и Председателя ЗСО.

## Семья и личные интересы
Дмитрий Петрович Мигашкин был женат на Мигашкиной Татьяне Викторовне, ныне разведён. Воспитывает троих дочерей: Ольгу, Анну и Полину.
Личными интересами Дмитрия Петровича являются туризм и спорт. Также, с 2011 года Дмитрий Петрович Мигашкин является Председателем попечительского совета благотворительного фонда имени святого Иоанна Златоуста.